# 拳銃の掟
『拳銃の掟』（Gun Law）は、1919年に公開されたアメリカ合衆国の短編・西部劇映画。監督はジョン・フォードである。